# Santuário de San Pellegrino in Alpe

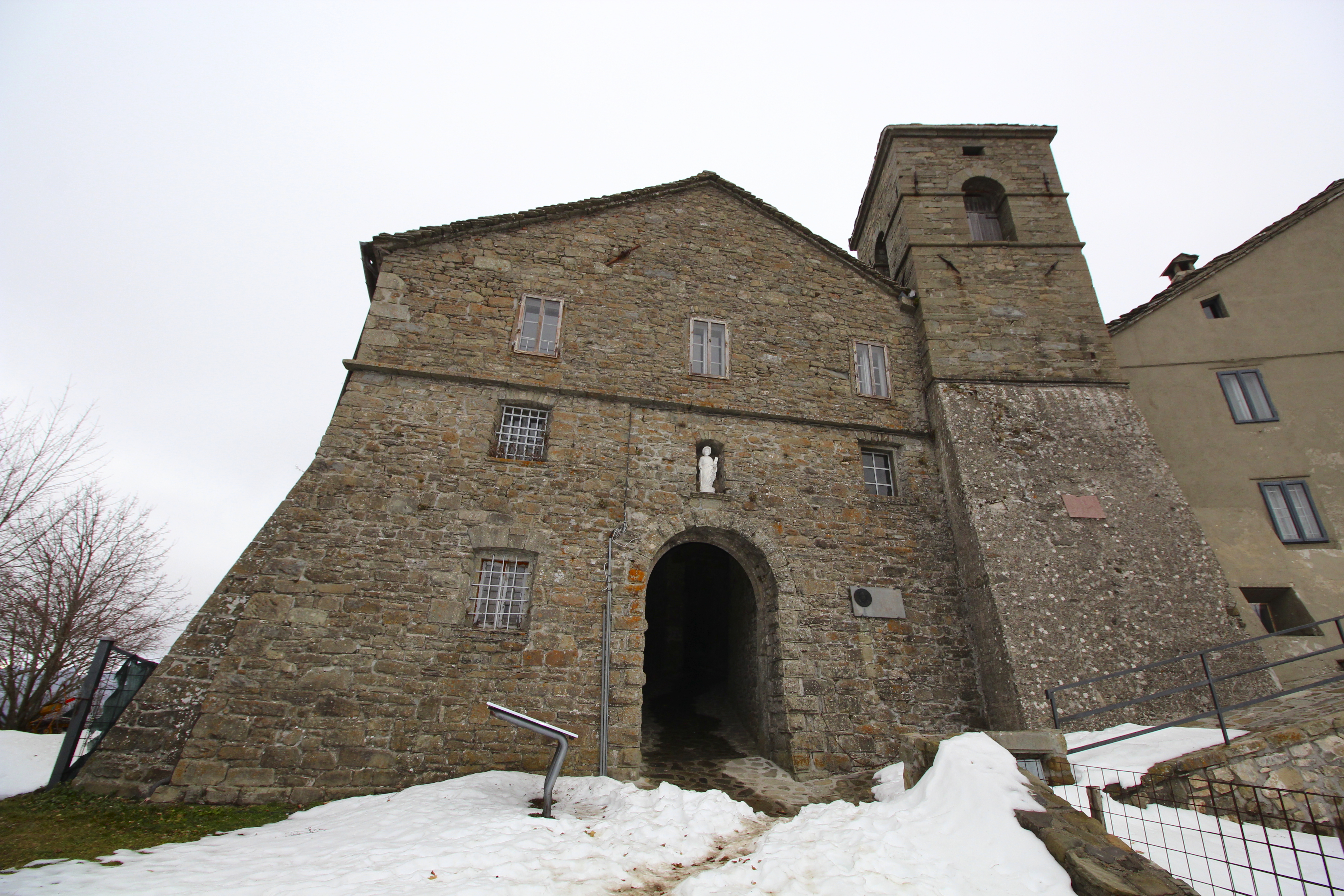
O santuário e a igreja dos santos Santi Pellegrino e Bianco

O Santuário de San Pellegrino in Alpe ou Santi Pellegrino e Bianco é uma igreja católica romana e um complexo de albergue-hospital adjacente no topo de uma colina nos limites da cidade de Castiglione di Garfagnana, província de Lucca, região da Toscana, Itália. Encontra-se em uma área rural ao longo do Caminho da Bibulca.

## História
O local está documentado em uma bula papal do Papa Alexandre III em 1168, observando que o albergue não era dirigido por monges, mas por trabalhadores leigos. Em 1200, uma igreja foi erguida permitindo a chegada das relíquias de São Pellegrino. Por volta de 1400, a igreja foi reformada e, em 1473, um pequeno monumento sepulcral, em forma de tempietto, foi construído por Matteo Civitali. Outras reformas foram realizadas no século XVII, acrescentando as relíquias de San Bianco. A igreja atual foi reerguida em 1908 com o colapso da estrutura anterior.

A lenda de San Pellegrino, patrono das viagens a Roma pelas rotas de peregrinação, levou à veneração do local. As histórias mostram que ele era o príncipe de um rei escocês durante o final do Império Romano, que buscou uma existência de eremita em uma caverna nesta montanha, e morreu lá até que suas relíquias fossem milagrosamente descobertas.